# Grillenburger Dreieck

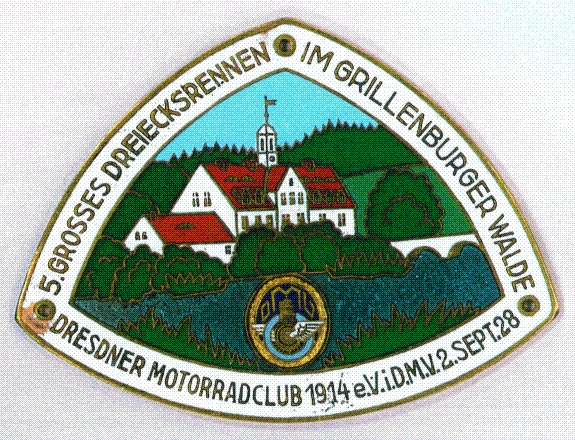
Motorradteilnehmerplakette vom Grillenburger Dreieck

Das Grillenburger Dreieck war eine Motorsport-Rennstrecke, die im Tharandter Wald zwischen Grillenburg, Naundorf und Klingenberg-Colmnitz lag. Sie ging von 1927 bis 1931 als Grillenburger Dreieck und dann bis 1933 als erster Sachsenring in die Geschichte ein. Heute finden auf dem Originalkurs noch Gedenkfahrten statt.

## Direkte Vorläufer im Dresdner Umland
Von 1924 bis 1926 fanden drei große Dreiecksfahrten des Dresdner Motorrad-Clubs (DMC) 1914 auf dem Moritzburger Dreieck (Moritzburg – Radeburg – Steinbach – Moritzburg, 28 km) bei Dresden im Moritzburger Wald statt (bis 50.000 Zuschauer, 65–75 Starter, 6–10 Klassen, je 1 Lauf).

## Rennveranstaltungen auf demGrillenburger Dreieck
Am 28. August 1927 erfolgte das erste Rennen auf dem Grillenburger Dreieck (Grillenburg – Naundorf – Klingenberg – Grillenburg, 14,5 km) im Grillenburger Wald als 4. große Dreiecksfahrt des DMC 1914 (35.000 Zuschauer, über 80 Starter, 9 Klassen, 2 Läufe). Das zweite Rennen auf demselben Kurs wurde am 2. September 1928 als 5. große Dreiecksfahrt des DMC 1914 gestartet (35.000 Zuschauer, 84 Starter, 9 Klassen, 2 Läufe). Die Rennleitung und Siegerehrung erfolgte im Gasthof Grillenburg (heute: Waldhof zu Grillenburg).

## Unterbrechung 1929–1931
In den Jahren von 1929 bis 1931 gab es ein Verbot aller Rennveranstaltungen auf den Hauptstraßen in Sachsen.
Am 9. Mai 1929 wurden die 2. Sächsischen Clubmeisterschaften als Ausweichlösung durch den Freiberger Motorrad-Club 1929 auf Nebenstraßen außerhalb von Freiberg ausgerichtet. Die Austragung der 3. Sächsischen Clubmeisterschaft fand am 21. September 1930 interimsweise auf dem seit 1927 vom Motorradclub Königsbrück betriebenen Rundkurs (Truppenübungsplatz) statt.

## Rennveranstaltungen auf dem 1.Sachsenring Grillenburg

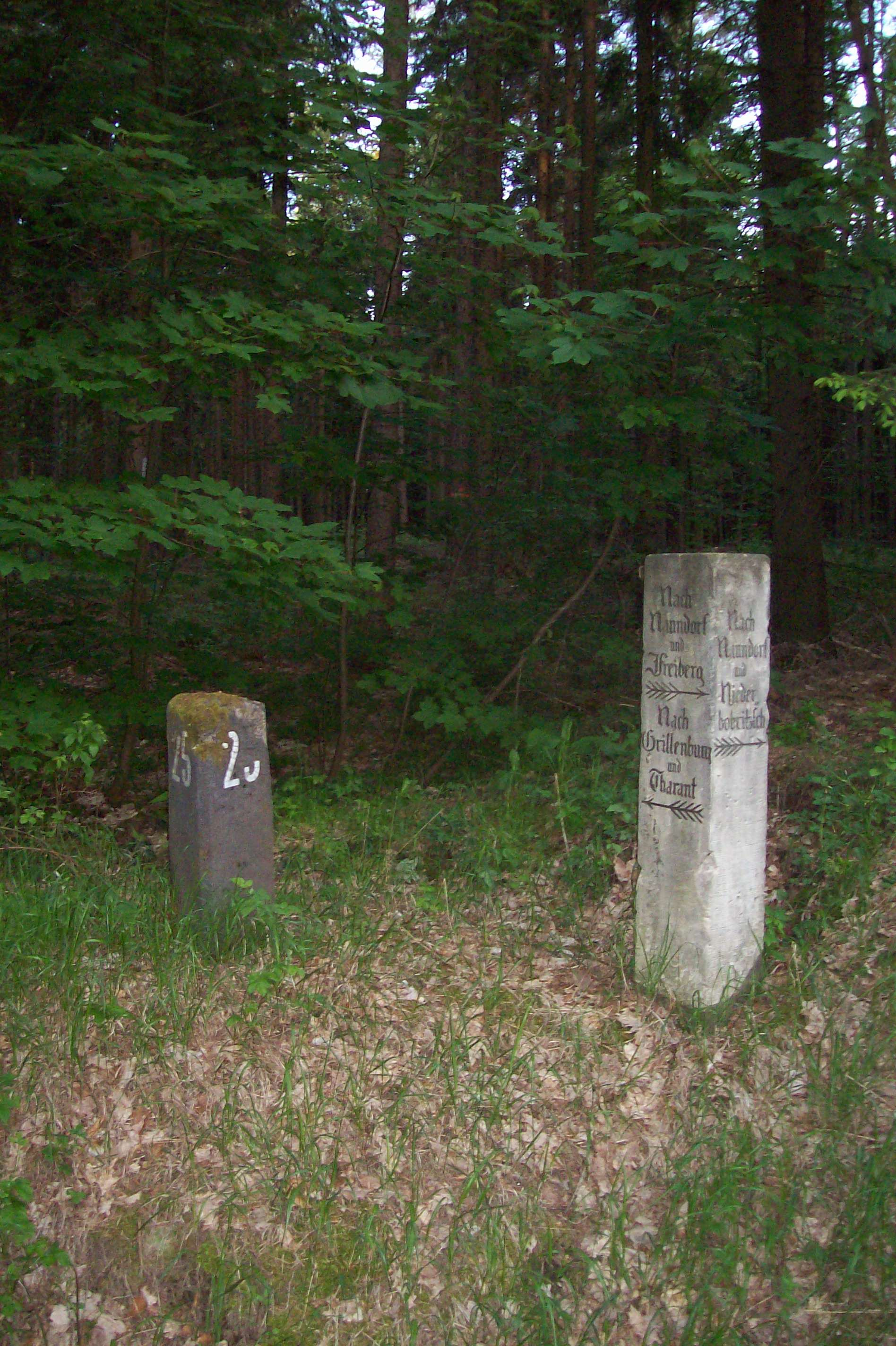
Einer der letzten originalen Kilometersteine des Grillenburger Sachsenrings neben einer historischen Wegweisersäule im Tharandter Wald

Das dritte Rennen auf der jetzt als Sachsenring Grillenburg bezeichneten Rennstrecke (Grillenburg–Naundorf–Klingenberg–Grillenburg, 14,5 km) fand am 21. Juni 1931 wieder im Grillenburger Wald als zweiter Lauf zur Deutschen Motorrad-Straßenmeisterschaft statt (40.000 Zuschauer, über 90 Starter, 5 Klassen, 2 Läufe). Am 6. September 1931 wurde das vierte Rennen auf diesem Kurs als Deutsche und Sächsische Motorrad-Clubmeisterschaft (30.000 Zuschauer, 78 Starter, 2 Klassen, 2 Läufe) veranstaltet. Das fünfte Rennen folgte am 10. Juli 1932 als dritter Lauf der Deutschen Straßenmeisterschaft für Motorräder (60.000–80.000 Zuschauer, über 120 Starter, 7 Klassen, 3 Läufe). Die Rennleitung und Siegerehrung fand bei diesen Rennen wieder im Gasthof Grillenburg eine Unterkunft.
Das sechste und letzte Rennen auf dem nunmehr verkürzten Sachsenring Grillenburg (Klingenberg–Grillenburg–Klingenberg, 12 km) als vierter Lauf der Deutschen Kraftrad-Straßenmeisterschaft sowie erstmals mit Geschwindigkeitswettbewerb für Renn- und Sportwagen wurde am 25. Juni 1933 durchgeführt (100.000 Zuschauer, über 100 Starter, 7 Klassen, 3 Läufe). Die Rennleitung und Siegerehrung waren dabei am geänderten Start- und Ziel-Ort im Sachsenhof Klingenberg.

## Unterbrechung 1933–1937 und Weiterführung in Hohenstein-Ernstthal
Nach den zwei Badberg-Viereck-Rennen in den Jahren 1927 und 1928 des 1925 gegründeten Motorradfahrer-Clubs Hohenstein-Ernstthal wurde diese Rennstrecke 1934 wieder in Betrieb genommen und nachdem der Sachsenring Grillenburg endgültig stillgelegt worden war 1937 in Sachsenring umbenannt, da u. a. 1933–1934 ein geplanter Rennstreckenneubau am Pöhlberg in Annaberg scheiterte.

## Gedenkfahrten auf demSachsenring Grillenburg

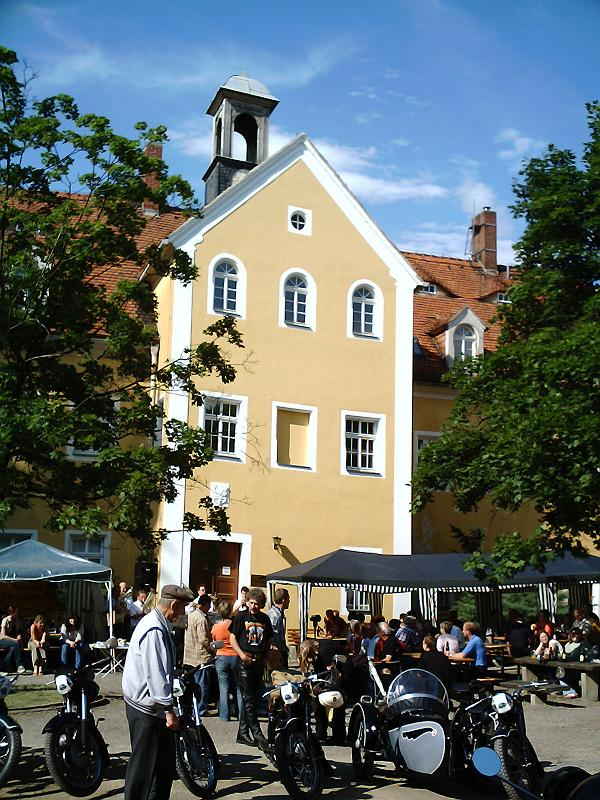
Start und Ziel der beliebten Oldtimermotorrad-Gedenkfahrten, hier zur ersten Auflage 2005, im Hof von Schloss Grillenburg

Die erste Oldtimermotorrad-Gedenkfahrt auf dem Grillenburger Dreieck – 1. Sachsenring konnte am 10. Juli 2005 in Kurort Hartha und Grillenburg (ca. 175 Teilnehmer, Motorräder Baujahre 1927–1970, über 1.500 Besucher) vom Veranstalter Fa. Zweirad-Schubert aus Kurort Hartha in Kooperation mit dem Verkehrs- und Verschönerungsverein Tharandter Wald e. V. in Form einer Ausfahrt und Rundfahrten auf dem Originalkurs durchgeführt werden. Am 15. Juli 2007 folgte die zweite Oldtimermotorrad-Gedenkfahrt in Grillenburg (ca. 300 Teilnehmer, Motorräder Baujahre 1927–1970, über 2.000 Besucher) mit Rundfahrten auf dem Originalkurs, veranstaltet von den Oldtimerfreunden aus Kurort Hartha mit Unterstützung des Verkehrs- und Verschönerungsvereines Tharandter Wald e. V. und Sponsoren, die seitdem im Zweijahresrhythmus stattfindet. So wurde am 19. Juli 2009 die dritte, am 17. Juli 2011 die vierte und am 7. Juli 2013 die fünfte Gedenkfahrt, zuletzt mit 274 registrierten Aktiven, gestartet. Nach dem Diebstahl der ersten Hinweistafel an der Schlossbrücke 2010 wurde im Januar 2011 eine Gedenktafel im Foyer des Gasthauses Waldhof zu Grillenburg enthüllt und 2013 eine neue Hinweistafel an der Brücke gesetzt, die jedoch 2015 ebenfalls entwendet wurde. Erst im Juni 2017 wurde vor der 7. Gedenkfahrt mit 188 registrierten Fahrzeugen eine neue Hinweistafel am selben Standort aufgestellt. Die 8. Oldtimermotorradgedenkfahrt zum Jubiläum 90 Jahre - 1. Sachsenring fand im Juli 2019 mit 214 registrierten Teilnehmern statt. Am 2. Juni 2024 erfolgt nach 5 Jahren die 9. Gedenkfahrt.

## Galerie

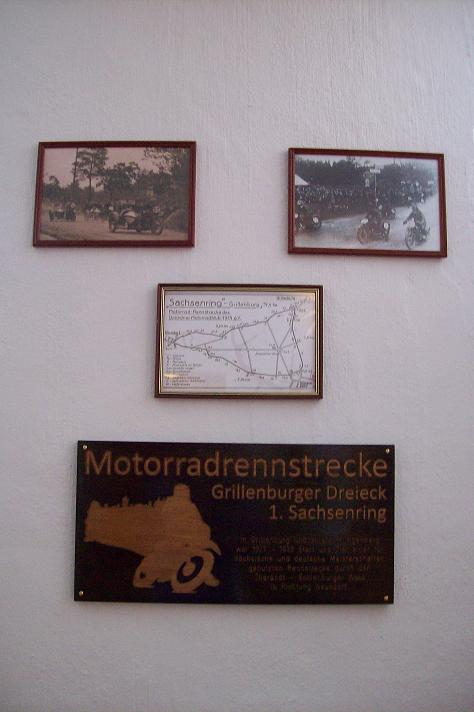
Gedenktafel und historische Fotos im ehem. Gasthaus Waldhof zu Grillenburg 2011
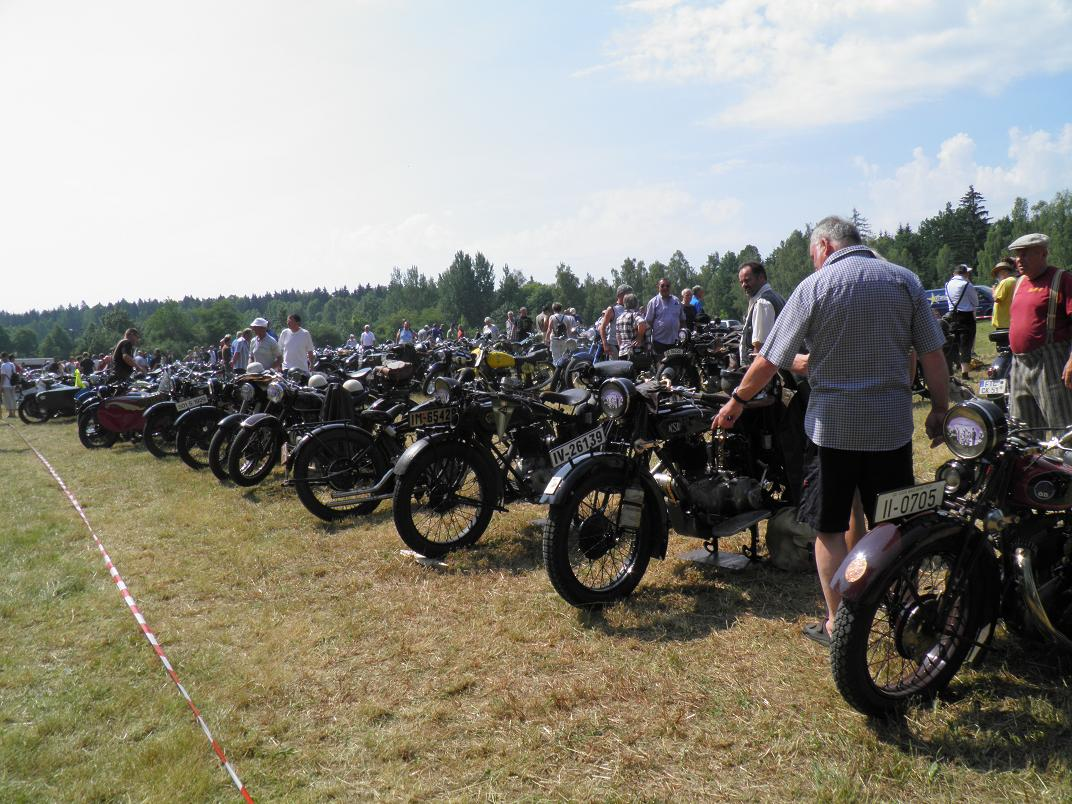
Fahrzeugausstellung zur 6. Gedenkfahrt 2015
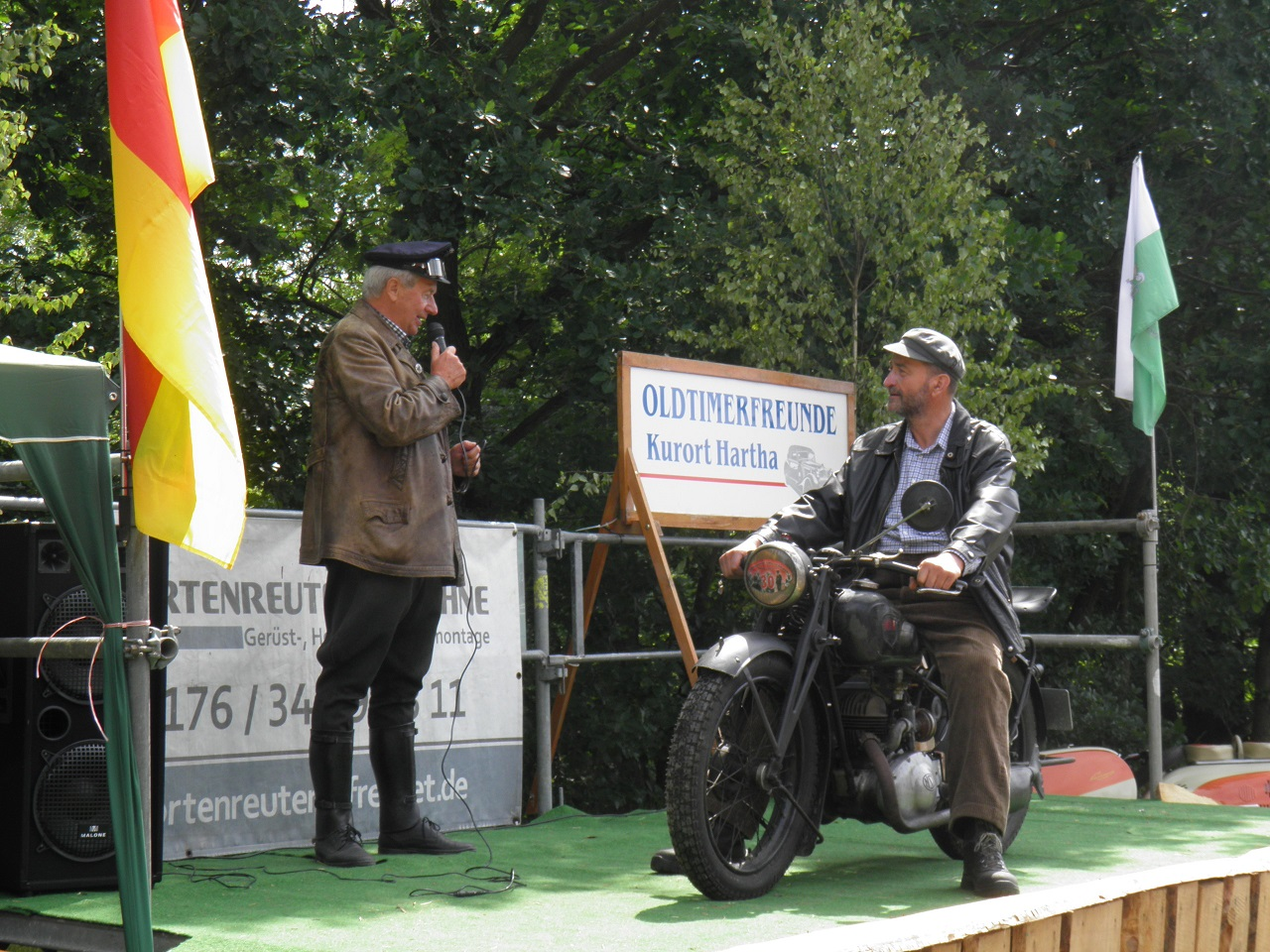
Fahrzeugpräsentation zur 7. Gedenkfahrt 2017